# Szlak kuczmański

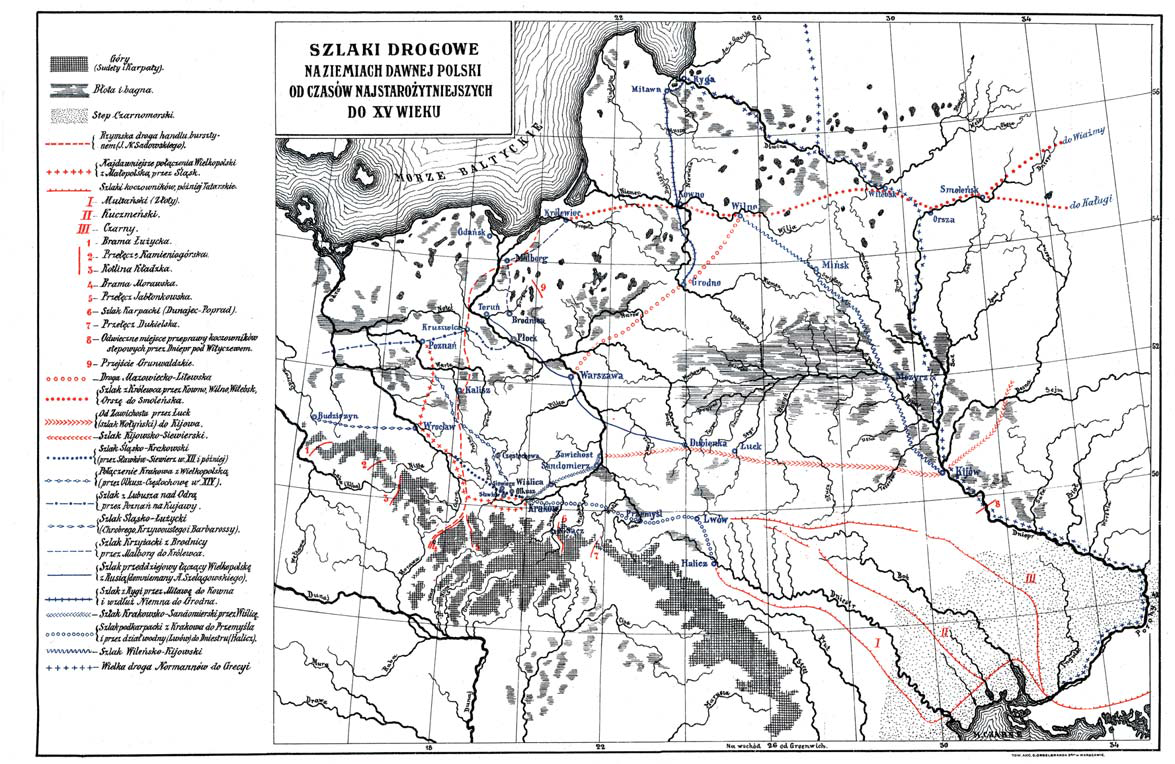
"Szlaki drogowe", mapa z Geografii ziem dawnej Polski Antoniego Sujkowskiego (1918).

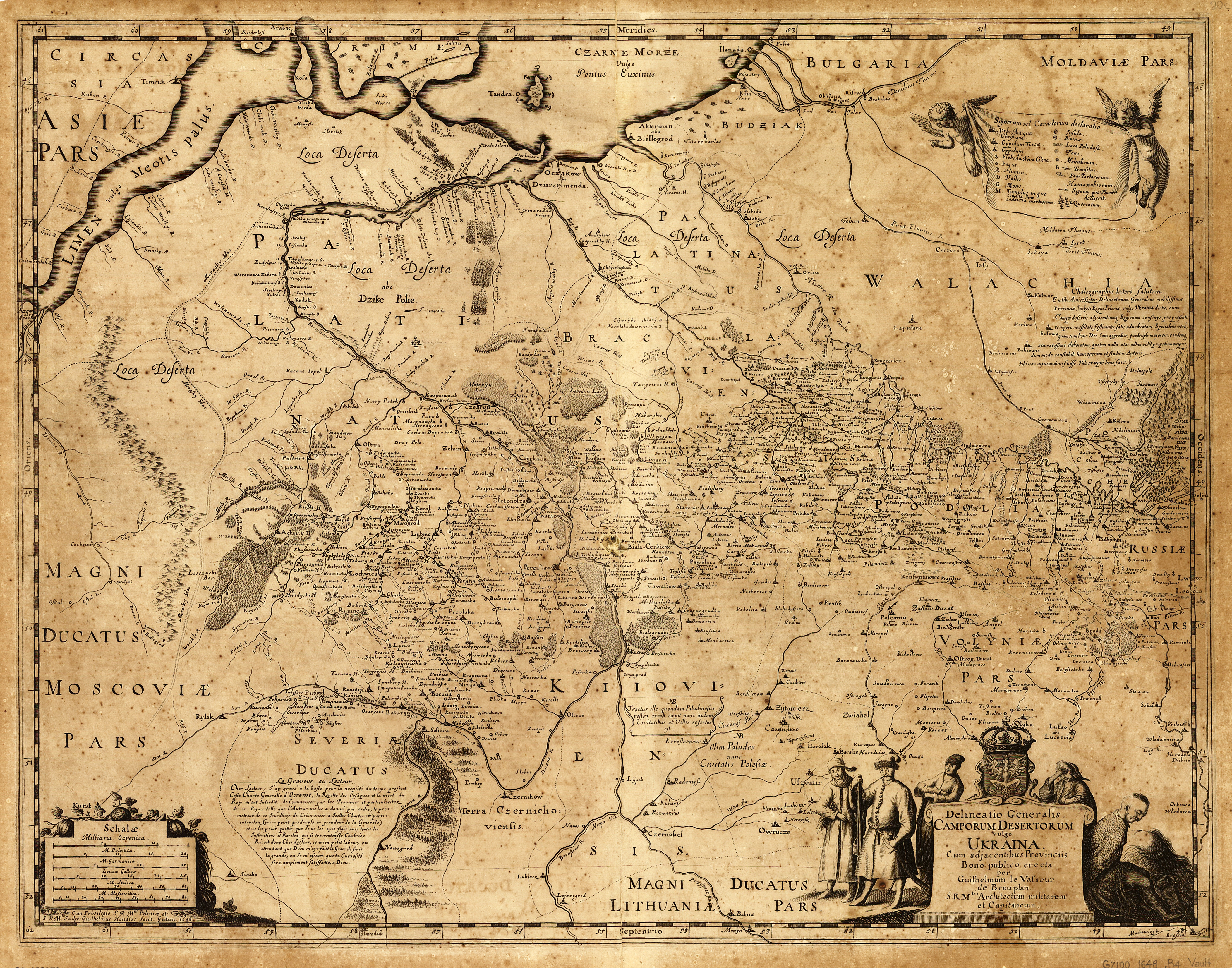
Delineatio Generalis Camporum Desertorum vulgo Ukraina. Cum adjacentibus Provinciis Mapa Wilhelma Beauplana z 1648 wykonana na zlecenie Władysława IV obejmująca województwa: kijowskie, bracławskie, czernihowskie, podolskie, wołyńskie i wschodnią część województwa ruskiego. Północ na dole mapy

Szlak kuczmański (Szlak podolski) – szlak handlowy i militarny na południowo-wschodnich rubieżach Rzeczypospolitej, środkowe odgałęzienie Czarnego szlaku.
Używany od początku XVI do połowy XVIII wieku przez Tatarów krymskich i nogajskich napadających na Podole.
Rozpoczynał się odchodząc od Czarnego szlaku w górnym biegu Ingułu, koło obecnego miasta Wozniesieńsk, przekraczał Boh i kierował się na Bar. Koło Tarnopola łączył się ponownie z Czarnym szlakiem.